# Dearest (松澤由美の曲)
『Dearest』（ディアレスト）は、松澤由美の5枚目のシングル。1998年7月3日にスターチャイルドから発売された。

## 概要
前作より2か月を経てのシングル。表題曲は東映配給映画『機動戦艦ナデシコ -The prince of darkness-』主題歌、カップリングの「ROSE BUD」は同作のイメージソングである。松澤は『機動戦艦ナデシコ』テレビシリーズのオープニング主題歌「YOU GET TO BURNING」で1996年にデビューしており、それ以来の再起用となる。1998年当時、松澤はeastwest japan（現：ワーナーミュージック・ジャパン）との専属契約を結んでいたが、そうした事情により本作はスターチャイルドから発売された。
後の2010年2月17日に発売された『YOU GET TO BURNING』デジタルリマスター盤シングルに収録された。

## 収録曲
全曲 作詞：有森聡美、作曲・編曲：大森俊之
1. Dearest
  - 東映配給映画『機動戦艦ナデシコ -The prince of darkness-』主題歌
2. ROSE BUD
  - 『機動戦艦ナデシコ -The prince of darkness-』イメージソング
3. Dearest（off vocal）
4. ROSE BUD（off vocal）

## カバーした歌手
- 南央美（1999年） - ホシノ・ルリ名義のキャラクターソングアルバム『電子の妖精』に収録。
- angela（2005年） - シングル『YOU GET TO BURNING』カップリングに収録。
- 長瀬純&二階堂由梨 starring 豊崎愛生&田中敦子（2011年） - TVアニメ『神のみぞ知るセカイ』の登場人物としてデュエットでの歌唱。『「神のみぞ知るセカイ」キャラクター・カバーALBUM 〜選曲:若木民喜〜』に収録されている。